# Linia kolejowa 169 Košice – Hidasnémeti
Linia kolejowa 169 Košice – Hidasnémeti – linia kolejowa na Słowacji i Węgrzech o długości 26 km, łącząca miejscowości Koszyce i Hidasnémeti. Jest to linia jednotorowa oraz zelektryfikowana.